# Listen (Album)
Listen ist das sechste Studioalbum des französischen DJs David Guetta. Es wurde am 21. November 2014 veröffentlicht und erreichte in zahlreichen Ländern hohe Chartplatzierungen. Gastauftritte auf dem Album hatten unter anderem die Musiker The Script, Nicki Minaj, Alicia Keys und Showtek. Bereits vor der Veröffentlichungen konnten die Vorab-Singles Lovers on the Sun und Dangerous hoch in die Charts einsteigen.

## Hintergrund
Listen ist das erste Studio-Album, das der französische DJ und Produzent seit Veröffentlichung seines kommerziell erfolgreichsten Album Nothing but the Beat (2011), das mehr als 3 Millionen Mal weltweit verkauft wurde, veröffentlicht. Laut Guetta spiegelt Listen, aufgrund der Scheidung seiner Frau Cathy Guetta nach 22 Jahren Ehe, seine Persönlichkeit am meisten wider: „Bis heute produzierte ich viele Lieder über die Themen Glück, Liebe, Sexiness und Party – es war im Grunde mein Leben, wissen Sie? Und in letzter Zeit wurde mein Leben ein wenig schwieriger, so dass ich dies auf diesem Album reflektieren möchte. Genau dies habe ich bisher noch nie getan, denn bisher war es mein Ziel die Leute zum Tanzen zu bringen.“ Ebenfalls erwähnte Guetta, dass er sich mit dem Album neu erfinden wolle und somit seinen klassischen Urban- und Dance-Sound, mit dem er 2009 mit dem Album One Love bekannt wurde, in eine neue Richtung steuern wird:

„Wenn man einige Zeit an der Spitze der Charts steht, was bleibt einem dann, außer der Angst abzustürzen? So möchte ich mich nie fühlen, also dachte ich, dass der beste Weg, dies zu vermeiden, es sei, komplett von vorn anzufangen. Bis heute begann ich beim Produzieren eines Songs immer mit der Melodie und dem Beat, auf dem ich dann den Text schrieb. Dieses Mal startete ich am Klavier, mit Gesang und Gitarre und produzierte anschließend den 'Rest'. Ich habe wirklich alles verändert, die Art zu arbeiten, die Leute, mit denen ich Zusammenarbeite. - alles.“

In einem Interview mit Billboard, sagte Guetta, dass er mit Listen weg vom Standard EDM-Sound wollte.:.. „Ich vermisse in zahlreichen EDM-Songs jegliche Art von Seele und Emotion. Viele aktuelle EDM-Songs basieren auf einfachen Tricks, den Track nach viel anhören zu lassen. Das ist in meinen Augen ist nicht genug. Songs können von einem klassischen Orchester, einer Rockband oder ein Funk-Band gespielt werden und sie wäre toll. Es ist nicht wie, „Oh wow, hättest du diesem Drop nicht gehabt, wäre dieses Lied nichts gewesen.““

### Kollaborationen
Auf diesem Album ist kein Solo-Track zu finden. Er arbeitete bei allen Liedern mit verschiedenen Sängern und anderen House-DJs zusammen. Als Sänger wirkten Sam Martin, Emeli Sandé, The Script, Nicki Minaj, John Legend, Nico & Vinz, Ryan Tedder, der Sänger der Rockpop-Band OneRepublic ist, Sia, Magic!, Bebe Rexha, die südafrikanische Chor-Gruppe Ladysmith Black Mambazo, Ms. Dynamite, Elliphant, Birdy, Jaymes Young, Sonny Wilson, Vassy und Skylar Grey mit. Als Co-Produzenten und Songwriter wirkten bei mehreren Liedern das niederländische DJ-Duo Showtek, Afrojack, Avicii, Alicia Keys sowie Nicky Romero und Stadiumx auf diesem Album. Jedoch sind Produzenten und Songwriter nicht immer angegeben.
Ursprünglich sollte auf dem Album auch das Lied Money Ain’t a Thing in Zusammenarbeit mit den US-amerikanischen Musikern Chris Brown und Akon zu finden sein. Aus unbekannten Gründen erschien dieses weder als Albumtrack noch als jegliches anderes Format.

## Rezeption

### Kritik
Das Album erhielt durchschnittliche bis negative Rückmeldungen.
Einige Songs wie The Whisperer mit Sia konnten durchaus ein positives Echo hervorrufen, herbe Kritik mussten insbesondere S.T.O.P. mit Ryan Tedder und der oftmals in den Medien genannte Versuch eines an Künstlern wie Avicii orientierten Stils sowie der häufig verwendete gleiche Synthesizer-Sound – von laut.de als „synapsenschädigend“ beschrieben – einstecken. Auch seine Ankündigung, mit dem Album eine neue Richtung eingeschlagen zu haben, wurde mehrheitlich als Marketing-Strategie, aber nicht als zutreffend angesehen.

„David Guetta verwöhnt uns zur Weihnachtszeit aufs Neue mit einem gar besinnlichen Werke. ‚Listen‘ lädt mit sehr vielen heiter beschwingten Stücken zum Schunkeln im beschaulichen Après Ski-Kreise ein. […] Tränenerstickter Piano Hands Up-Pop wie ‚Dangerous‘ mit Sam Martin geht zwar ordentlich auf die Nerven, könnte aber trotzdem aufgrund seiner Eingängigkeit überall an den kunstschneebezuckerten Glühweinständen dudeln. Apropos Kunst: ‚Bang My Head‘ feat. die soulige Sia könnte schon fast als solche durchgehen, zumindest am Anfang. Wenn dann aber der Karussellbremser-Synthie einsetzt, wird man schnell auf den Boden der Täterä-Tatsachen zurückgeholt. Andererseits locken Downtempo-Nummern wie ‚Hey Mama‘ mit Nicki Minaj auch erneut genrefremde Fans, die eher aus dem Hip Hop-Lager kommen. Missy Elliott-mäßig wird gerappt und geclappt, bis die Oma schreit. Final kommt noch ein Quetschsynth-Sound dazu und setzt der mäßig guten Sause den Grabstein auf. Da richtet auch Partner In Crime Afrojack nichts mehr aus. Richtig unsäglich kommt aber ‚S.T.O.P‘. feat Ryan Tedder umme Ecke. Unser aller Til dürfte hier seinen nächsten Titelsong gefunden haben. Keinklötenkater oder so. Jedoch wird die Mischung aus Piano Chords und beseeltem Gejaule sogar bei besagtem Tier Phantomschmerzen auslösen. Jedem sein Cuique, wie der Lateiner sagt. Glattgebügelte Radiomixes kennen wir ja schon zu Genüge von Guetta. Einen kleinen Lichtblick gibt es mit Birdy und ‚I’ll Keep Loving You‘. Schnulzenpower galore zwar, aber wenigstens verzichtet er auf den übertriebenen Synthesizer Angriff, den er sonst so gerne und synapsenschädigend einsetzt. Keiner erwartet von Geschäftsmann Guetta, dass er plötzlich einen auf Joseph Beuys des Pop macht. Andererseits wären ein paar mehr Fettecken und -kanten bei den Produktionen des blonden Hünen schon ganz schön.“

### Kommerzieller Erfolg
Bereits die Vorab-Singles konnten sich hoch in den Charts platzieren. Nach der Veröffentlichung des Albums konnten zahlreiche Einzeltracks allein durch Downloads in die offiziellen Single-Charts vorrücken. Auch das Album erreichte Spitzenpositionen. Bereits innerhalb von einer Woche wurde das Album mehrere tausend Male verkauft.
→ Für die Chartplatzierungen der Singles und des Albums siehe: Abschnitt Chartplatzierungen

## Single-Auskopplungen
- Shot Me Down wurde am 3. Februar 2014 als erste Promo-Single veröffentlicht. Das Lied wurde von der US-amerikanischen Sängerin und Songwriterin Skylar Grey gesungen. Der Song erreichte die Top Ten zahlreicher europäischer Länder. Das Musikvideo wurde vollständig animiert und verfügt über Bildsprache, ähnlich wie auf dem Single-Cover. Guetta gab in der einer letzten Session zu Listen bekannt, dass der Track lediglich auf der Deluxe-Edition erscheinen wird um mehr Platz für neu-aufgenommenes Material zu schaffen. Das Lied basiert auf dem Lied Bang Bang (My Baby Shot Me Down) der Sängerin Cher, lehnt sich allerdings an die bekanntere Interpretation von Nancy Sinatra an. Der Rest des Liedes folgt dem derzeit sehr populären Big-Room-Stil.
- Bad wurde als zweite Promo-Single ausgekoppelt und erschien am 17. März 2014. Der Song verfügt über Gesang der australischen Sängerin und Songwriterin Vassy und Produktion vom niederländischen DJ-Duo Showtek. Der Song erreichte ebenfalls hohe Chartplatzierungen, darunter mehrere Nummer-eins-Platzierungen in Skandinavien. Wieder wurde das Musikvideo komplett animiert und zeigt Szenen von Zombies auf Motorrädern mit Gewehren, während die Armee versucht, die Erde zu verteidigen. Auch dieses Lied wurde nur auf der Deluxe-Edition zum Verkauf bereitgestellt. Kritisiert wurde das Lied, da das Instrumental so gut wie gar keinen Guetta-Einfluss enthält.
- Lovers on the Sun wurde am 30. Juni 2014 als erste offizielle und dritte Gesamt-Single aus dem Album veröffentlicht. Das Lied enthält Gesang vom US-amerikanischen Singer-Songwriter Sam Martin. Der Titel erreichte in über fünf Ländern die Spitze der Single-Charts. Das Musikvideo ist das Video, das für das neue Album gedreht wurde. Anfangs wurde ein Lyric-Video im Wild-West-Stil produziert[6] und am 12. August 2014 erschien auch ein Musik-Video, ebenfalls im Wild-West-Stil unter der Regie von Marc Klasfeld. Neben der Veröffentlichung als Einzel-Single, erschien auch eine gleichnamige EP, die alle bisher veröffentlichten Auskopplungen sowie das Lied Blast Off enthält. Als Co-Produzent wirkte hierbei der schwedische DJ und Produzent Avicii und die DJ-Gruppe Daddy’s Groove mit.
- Dangerous wurde als zweite offizielle und vierte Gesamt-Single aus dem Album am 5. Oktober 2014 veröffentlicht. Es ist ein weiteres von Sam Martin gesungenes Stück. Das Lied konnte den Erfolg von Lovers on the Sun übertreffen und erreichte in mehr als zehn Ländern Platz eins. Das Musikvideo hat eine Länge von sieben Minuten und ist das erste Video in dem Guetta auch selber zu sehen ist. Guetta liefert sich hierbei ein Formel-1-Rennen mit einem Erzfeind, das er letztlich gewinnt. Aufgenommen wurde das Lied in einem Retro-Elektro-Stil.
- What I Did for Love wurde als dritte offizielle und fünfte Gesamt-Single aus dem Album ausgekoppelt. Das Lied verfügt über Gesang der britischen Sängerin und Songwriterin Emeli Sandé. Das Lied wurde am 22. November 2014 bei The X Factor live vorgetragen. Noch am selben Tag wurde der Track im britischen iTunes-Store zum Verkauf bereitgestellt. Bereits vor der offiziellen Veröffentlichung konnte das Lied aufgrund zahlreicher Downloads in die Single-Charts einiger Länder einsteigen.
- Hey Mama erschien nach dem Erfolg, den der Track bereits vorab feierte am 17. März 2015 als vierte offizielle und sechste Gesamt-Single-Auskopplung. Als Co-Produzent war Afrojack aktiv. Für die Vocals sorgten die US-Rapperin Nicki Minaj und -Sängerin Bebe Rexha. Die Nummer toppte den Erfolg des Vorgängers bei weitem und rückte in den meisten Ländern in die Top 10 der Single-Charts vor. Grund für den Erfolg war insbesondere die steigende Popularität der Trap-Musik.
- Sun Goes Down bildet seit dem 31. Juli 2015 die fünfte offizielle und siebte Gesamt-Single-Auskopplung. Aufgenommen wurde das Lied mit der Band Magic!, DJ-Duo Showtek und Sänger Sonny Wilson. Sun Goes Down wurde zu der Single mit dem geringsten Erfolg.
- Bang My Head war vorläufig die letzte Auskopplung aus dem Album. Die neue Future-Bass und Deep-House angehauchte Version erschien am 30. Oktober 2015. Bei dieser Version wirkte neben Sia auch Rapper Fetty Wap mit. Remixe steuerten unter anderem Robin Schulz und GlowInTheDark bei, die den Song unterschiedlichen Musikrichtungen anpassten.
- The Death of EDM ist der Titel einer weiteren Kollaboration mit Showtek und Rapper Beardyman, die auf dem Remixalbum Listen Again zu finden war. Der Track erschien am 27. November 2015 über Showteks „Skink-Records“ als Promo-Single, konnte jedoch keinen Erfolg einbringen, stattdessen folgten Plagiatsvorwürfe von Gesaffelstein, der das Lied mit seinem Pursuit verglich.

## Titelliste
| #                              | Titel                               | Gastmusiker                                 | Länge |
| CD1                            | CD1                                 | CD1                                         | CD1   |
| ------------------------------ | ----------------------------------- | ------------------------------------------- | ----- |
| 1                              | Dangerous                           | feat. Sam Martin                            | 3:23  |
| 2                              | What I Did for Love                 | feat. Emeli Sandé                           | 3:27  |
| 3                              | No Money No Love                    | mit Showtek feat. Elliphant & Ms. Dynamite  | 3:57  |
| 4                              | Lovers on the Sun                   | feat. Sam Martin                            | 3:23  |
| 5                              | Goodbye Friend                      | feat. The Script                            | 3:49  |
| 6                              | Lift Me Up                          | feat. Nico & Vinz & Ladysmith Black Mambazo | 3:58  |
| 7                              | Listen                              | feat. John Legend                           | 3:46  |
| 8                              | Bang My Head                        | feat. Sia                                   | 3:53  |
| 9                              | Yesterday                           | feat. Bebe Rexha                            | 4:03  |
| 10                             | Hey Mama                            | feat. Nicki Minaj, Bebe Rexha & Afrojack    | 3:12  |
| 11                             | Sun Goes Down                       | mit Showtek feat. MAGIC! & Sonny Wilson     | 3:31  |
| 12                             | S.T.O.P                             | feat. Ryan Tedder                           | 3:34  |
| 13                             | I’ll Keep Loving You                | feat. Jaymes Young & Birdy                  | 3:08  |
| 14                             | The Whisperer                       | feat. Sia                                   | 3:54  |
| Bonustracks der iTunes-Version |                                     |                                             |       |
| 15                             | Bad                                 | mit Showtek feat. Vassy                     | 2:50  |
| 16                             | Rise                                | feat. Skylar Grey                           | 3:55  |
| 17                             | Shot Me Down                        | feat. Skylar Grey                           | 3:11  |
| 18                             | Dangerous (Robin Schulz Radio Edit) | feat. Sam Martin                            | 3:20  |

## Kommerzieller Erfolg

### Chartplatzierungen

#### Album
| ChartsChartplatzierungen       | Höchstplatzierung | Wochen |
| ------------------------------ | ----------------- | ------ |
| Deutschland (GfK)              | 3 (41 Wo.)        | 41     |
| Frankreich (SNEP)              | 3 (96 Wo.)        | 96     |
| Österreich (Ö3)                | 3 (29 Wo.)        | 29     |
| Schweiz (IFPI)                 | 2 (70 Wo.)        | 70     |
| Vereinigte Staaten (Billboard) | 4 (54 Wo.)        | 54     |
| Vereinigtes Königreich (OCC)   | 8 (48 Wo.)        | 48     |

| ChartsJahrescharts (2014)    | Platzierung |
| ---------------------------- | ----------- |
| Deutschland (GfK)            | 42          |
| Frankreich (SNEP)            | 26          |
| Schweiz (IFPI)               | 48          |
| Vereinigtes Königreich (OCC) | 92          |

| ChartsJahrescharts (2015)      | Platzierung |
| ------------------------------ | ----------- |
| Deutschland (GfK)              | 94          |
| Frankreich (SNEP)              | 42          |
| Schweiz (IFPI)                 | 14          |
| Vereinigte Staaten (Billboard) | 53          |
| Vereinigtes Königreich (OCC)   | 64          |

| ChartsJahrescharts (2016) | Platzierung |
| ------------------------- | ----------- |
| Schweiz (IFPI)            | 91          |

#### Singleauskopplungen
| Jahr | Titel                | Höchstplatzierung, Gesamtwochen, AuszeichnungChartplatzierungen (Jahr, Titel, , Platzierungen, Wochen, Auszeichnungen, Anmerkungen) | Höchstplatzierung, Gesamtwochen, AuszeichnungChartplatzierungen (Jahr, Titel, , Platzierungen, Wochen, Auszeichnungen, Anmerkungen) | Höchstplatzierung, Gesamtwochen, AuszeichnungChartplatzierungen (Jahr, Titel, , Platzierungen, Wochen, Auszeichnungen, Anmerkungen) | Höchstplatzierung, Gesamtwochen, AuszeichnungChartplatzierungen (Jahr, Titel, , Platzierungen, Wochen, Auszeichnungen, Anmerkungen) | Höchstplatzierung, Gesamtwochen, AuszeichnungChartplatzierungen (Jahr, Titel, , Platzierungen, Wochen, Auszeichnungen, Anmerkungen) | Höchstplatzierung, Gesamtwochen, AuszeichnungChartplatzierungen (Jahr, Titel, , Platzierungen, Wochen, Auszeichnungen, Anmerkungen) | Anmerkungen                                                                    |
| Jahr | Titel                | DE | AT | CH | UK | US | FR | Anmerkungen                                                                    |
| --- | -------------------- | --- | --- | --- | --- | --- | --- | ------------------------------------------------------------------------------ |
| 2014 | Shot Me Down         | DE13 (29 Wo.)DE | AT9 (25 Wo.)AT | CH6 (18 Wo.)CH | UK4 (10 Wo.)UK | — | FR6 (38 Wo.)FR | Singleveröffentlichung: 20. Januar 2014 feat. Skylar Grey                      |
| 2014 | Bad                  | DE19 (38 Wo.)DE | AT15 (27 Wo.)AT | CH28 (24 Wo.)CH | UK22 (24 Wo.)UK | — | FR6 (32 Wo.)FR | Singleveröffentlichung: 4. April 2014 mit Showtek feat. Vassy                  |
| 2014 | Lovers on the Sun    | DE1 (29 Wo.)DE | AT1 (19 Wo.)AT | CH2 (28 Wo.)CH | UK1 (19 Wo.)UK | — | FR5 (33 Wo.)FR | Singleveröffentlichung: 30. Juni 2014 feat. Sam Martin                         |
| 2014 | Dangerous            | DE1 (34 Wo.)DE | AT1 (23 Wo.)AT | CH1 (28 Wo.)CH | UK5 (25 Wo.)UK | US56 (15 Wo.)US | FR1 (56 Wo.)FR | Singleveröffentlichung: 5. Oktober 2014 feat. Sam Martin                       |
| 2014 | What I Did for Love  | DE16 (23 Wo.)DE | AT10 (16 Wo.)AT | CH37 (10 Wo.)CH | UK6 (23 Wo.)UK | — | FR30 (24 Wo.)FR | Singleveröffentlichung: 22. November 2014 feat. Emeli Sandé                    |
| 2015 | Hey Mama             | DE9 (42 Wo.)DE | AT5 (28 Wo.)AT | CH10 (30 Wo.)CH | UK9 (25 Wo.)UK | US8 (24 Wo.)US | FR6 (52 Wo.)FR | Singleveröffentlichung: 17. März 2015 feat. Nicki Minaj, Bebe Rexha & Afrojack |
| 2015 | Sun Goes Down        | DE67 (5 Wo.)DE | — | — | — | — | FR37 (16 Wo.)FR | Singleveröffentlichung: 31. Juli 2015 mit Showtek feat. Magic! & Sonny Wilson  |
| 2015 | Bang My Head         | DE24 (26 Wo.)DE | AT16 (20 Wo.)AT | CH18 (29 Wo.)CH | UK18 (30 Wo.)UK | US76 (6 Wo.)US | FR3 (45 Wo.)FR | Singleveröffentlichung: 30. Oktober 2015 feat. Sia & Fetty Wap                 |
| Folgende Lieder erschienen nicht als Single, wurden aber durch das Album zum Download und Streaming bereitgestellt und konnten somit eine Platzierung erlangen: |                      | | | | | | |                                                                                |
| |                      | | | | | | |                                                                                |
| 2014 | Goodbye Friend       | DE93 (1 Wo.)DE | — | — | — | — | FR142 (1 Wo.)FR | Charteinstieg: 28. November 2014 feat. The Script                              |
| 2014 | I’ll Keep Loving You | DE96 (1 Wo.)DE | — | — | — | — | FR144 (1 Wo.)FR | Charteinstieg: 28. November 2014 feat. Jaymes Young & Birdy                    |
| 2014 | Lift Me Up           | — | — | — | — | — | FR157 (1 Wo.)FR | Charteinstieg: 28. November 2014 feat. Nico & Vinz & Ladysmith Black Mambazo   |
| 2014 | Listen               | DE85 (1 Wo.)DE | — | — | — | — | FR82 (2 Wo.)FR | Charteinstieg: 28. November 2014 feat. John Legend; Verkäufe: + 25.000         |
| 2014 | No Money No Love     | DE94 (1 Wo.)DE | — | — | — | — | FR159 (1 Wo.)FR | Charteinstieg: 28. November 2014 mit Showtek feat. Elliphant & Ms. Dynamite    |
| 2014 | The Whisperer        | — | — | — | — | — | FR96 (1 Wo.)FR | Charteinstieg: 28. November 2014 feat. Sia                                     |

### Auszeichnungen für Musikverkäufe
| Land/Region                  | Auszeichnungen für Musikverkäufe (Land/Region, Auszeichnung, Verkäufe) | Verkäufe  |
| ---------------------------- | ---------------------------------------------------------------------- | --------- |
| Australien (ARIA)            | Gold                                                                   | 35.000    |
| Brasilien (PMB)              | Gold                                                                   | 20.000    |
| Dänemark (IFPI)              | Platin                                                                 | 20.000    |
| Deutschland (BVMI)           | Platin                                                                 | 200.000   |
| Frankreich (SNEP)            | 2× Platin                                                              | 200.000   |
| Italien (FIMI)               | Gold                                                                   | 25.000    |
| Kanada (MC)                  | Platin                                                                 | 80.000    |
| Mexiko (AMPROFON)            | Gold                                                                   | 30.000    |
| Neuseeland (RMNZ)            | Platin                                                                 | 15.000    |
| Niederlande (NVPI)           | Gold                                                                   | 20.000    |
| Österreich (IFPI)            | Gold                                                                   | 7.500     |
| Polen (ZPAV)                 | Platin                                                                 | 20.000    |
| Schweden (IFPI)              | 2× Platin                                                              | 80.000    |
| Schweiz (IFPI)               | Platin                                                                 | 20.000    |
| Singapur (RIAS)              | Gold                                                                   | 5.000     |
| Spanien (Promusicae)         | Gold                                                                   | 20.000    |
| Ungarn (MAHASZ)              | Platin                                                                 | 6.000     |
| Vereinigte Staaten (RIAA)    | Gold                                                                   | 500.000   |
| Vereinigtes Königreich (BPI) | Platin                                                                 | 300.000   |
| Insgesamt                    | 9× Gold · 12× Platin ·                                                 | 1.603.500 |

Hauptartikel: David Guetta/Auszeichnungen für Musikverkäufe